# UFC 93
UFC 93: Franklin vs. Henderson foi um evento de artes marciais mistas promovido pelo Ultimate Fighting Championship, ocorrido em 17 de janeiro de 2009 no The O2 Dublin em Dublin, Irlanda.
Teve como evento principal a luta entre Rich Franklin e Dan Henderson em um confronto nos meio pesados. Esse confronto definiu o desfiante de Michael Bisping para a nona temporada do reality show The Ultimate Fighter. Outro confronto foi entre o integrante do Hall da Fama do UFC Mark Coleman contra Mauricio Rua.

## Bônus da Noite
- Luta da Noite:  Marcus Davis vs.  Chris Lytle e  Maurício Rua vs.  Mark Coleman
- Nocaute da Noite:  Dennis Siver
- Finalização da Noite:  Alan Belcher

## Ligações Externas
- Página oficial